# Elaeagnus rotundata
Elaeagnus rotundata — вид квіткових рослин з родини маслинкових (Elaeagnaceae). Поширення: Японія (Kazan-retto, Ogasawara-shoto).